# کاتالیستهای پایه فلزی
پایه‌های کاتالیستی فلزی یا فلزات پایه کاتالیستی، موادی هستند که برای انجام واکنش‌های شیمیایی به عنوان کاتالیست استفاده می‌شوند. این فلزات معمولاً از عناصری مانند نیکل، پالادیم، پلاتین، روی، آهن، مس و غیره تشکیل شده‌اند و برای تسریع واکنش‌های شیمیایی یا افزایش بهره‌وری آنها به کار می‌روند.

این نوع کاتالیست‌ها برای انجام واکنش‌های مختلفی مورد استفاده قرار می‌گیرند، از جمله واکنش‌های اکسایش-کاهش، هیدروژناسیون، هیدرولیز و…. از آنجا که فلزات پایه کاتالیستی خواص الکترونی خوبی دارند، این خصوصیت‌ها باعث می‌شود که این فلزات برای انجام واکنش‌هایی که به انتقال الکترون نیاز دارند مناسب باشند آنها واکنش‌های شیمیایی را شتاب می‌بخشند و امکان انجام فرآیندهای شیمیایی را در دماها و فشارهای کمتری فراهم می‌کنند استفاده از کاتالیست‌های فلزی در فرایندهای صنعتی دارای مزایای بسیاری است، از جمله بهبود کارایی فرایندها، کاهش انرژی مصرفی، افزایش سرعت واکنش‌ها و کاهش آلاینده‌های محیط زیستی. این کاتالیست‌ها معمولاً به‌صورت فعال‌سازی‌شده یا پوشش‌داده‌شده روی سطوح حامل‌های مختلفی نظیر اکسیدهای فلزی یا زیولیت‌ها به‌کار گرفته می‌شوند تا مساحت سطحی بیشتری برای واکنش‌ها فراهم کنند کاتالیست‌های فلزی از اهمیت بالایی برخوردارند و روی بسیاری از صنایع و فرایندهای تولیدی تأثیرگذارند. استفاده از پایه‌های کاتالیستی فلزی در صنایع مختلف از جمله صنایع نفت و گاز، شیمیایی، خودروسازی و… بسیار رایج است، زیرا این فلزات می‌توانند واکنش‌ها را به صورت سریع و کارا تسریع کنند.
از مزایای کاتالیست‌های فلز پایه می‌توان به بهره‌وری بالا، انتخاب‌پذیری و کارایی در دماهای بالا اشاره کرد. این ویژگی‌ها این نوع کاتالیست‌ها را به گزینه‌ای جذاب برای استفاده در فرایندهای صنعتی مختلف می‌کنند.

## معروف‌ترین کاتالیستهایفلز
بعضی از معروف‌ترین کاتالیستهای فلز پایه شامل نیکل، پلاتین، روی و رودیم است.

### کاتالیست فلز پایهنیکل
کاتالیست فلز پایه نیکل برای کاتالیزورها یا فرایندهای کاتالیزی را نشان می‌دهد. نیکل به عنوان یک فلز پایه یا فلز انتقالی در بسیاری از فرایندهای کاتالیزی استفاده می‌شود. این شامل واکنش‌های اکسایش-کاهش، هیدروژن‌سازی، و همچنین فرایندهای کاتالیزی دیگر می‌شود کاتالیست‌های فلز پایه نیکل مهم‌ترین نوع کاتالیست‌های صنعت پتروشیمی هستند. این کاتالیست‌ها از نیکل به عنوان فلز پایه و عوامل تغذیه‌کننده و پایش‌کننده‌ای مثل آلومینا به وضوح کمک می‌گیرند. این کاتالیست‌ها برای تولید محصولات پتروشیمیایی چون آمونیاک (به عنوان پیش ماده برای ایجاد کودها و سایر ترکیبات شیمیایی) و هیدروژن سازی (که در فرایندهایی مانند تصفیه گاز و تولید نفت از زغال‌سنگ استفاده می‌شود) استفاده می‌شوند این کاتالیست‌ها در فرایندهایی مانند هیدروژنه‌سازی مایعات و گازها، تبدیل گاز طبیعی به سینتولین (محصولی که برای تولید پلاستیک‌ها و الیاف مصنوعی به کار می‌رود) و تولید فراورده‌های نفتی مورد استفاده قرار می‌گیرند. استفاده از این کاتالیست‌ها در این صنایع منجر به افزایش بهره‌وری و بهبود فرایندهای صنعتی می‌شود..
از سوی دیگر، این کاتالیست‌ها همچنین می‌توانند در فرایندهای کاتالیز شیمیایی قرار گرفته و در تولید مواد شیمیایی مورد استفاده قرار گیرند، مانند تولید هیدروژن و سازگاری هیدروژن. این کاتالیست‌ها باعث تسهیل و بهبود واکنش‌های شیمیایی مورد نیاز در این فرایندها می‌شوند.
به‌طور کلی، کاتالیست‌های فلز پایه نیکل به عنوان یک عامل مهم در صنایع پتروشیمی و تولید مواد شیمیایی به کار می‌روند و نقش بسیار مهمی در بهره‌وری و بهبود فرایندهای تولید دارند.

#### کاتالیست فلز پایهپلاتین
کاتالیست‌های فلز پایه مانند پلاتین موادی هستند که استفاده می‌شوند تا سرعت واکنش‌های شیمیایی را افزایش دهند بدون این که خودشان مصرف شوند. پلاتین یکی از فلزات گرانبهایی است که در بسیاری از فرآیندهای صنعتی به عنوان کاتالیست استفاده می‌شود. این فلز به دلیل خواص شیمیایی و فیزیکی خود مورد توجه زیادی واقع شده است پلاتین به عنوان کاتالیست در تولید مواد شیمیایی مهمی مانند اسید سولفوریک، فراوری نفت، تولید پلاستیک، سنتز داروها و بسیاری از فرآیندهای نیروگاهی استفاده می‌شود. از آنجا که پلاتین خاصیت مقاومت در برابر حرارت، اکسیداسیون و فشار را داراست، طیف وسیعی از واکنش‌های شیمیایی را تسهیل می‌کند استفاده از پلاتین به عنوان کاتالیست می‌تواند کارایی واکنش‌های شیمیایی را بهبود بخشیده و همچنین می‌تواند در کاهش آلودگی و افزایش بهره‌وری در صنایع مختلف نقش داشته باشد. این نقش برجسته باعث شده که پلاتین یکی از مهم‌ترین و گران‌قیمت‌ترین فلزات کاتالیستی باشد

###### کاتالیست فلز پایهروی
کاتالیست فلز پایه روی یکی از انواع کاتالیست‌هاست که فلز روی به عنوان کاتالیست در واکنش‌های شیمیایی به کار می‌رود. کاتالیست‌های فلزی، به ویژه کاتالیست‌هایی که از فلزهای گروه همایون فلزات استفاده می‌کنند، در انواع واکنش‌های شیمیایی بسیار مؤثر هستند. کاتالیست‌های فلزی پایه روی (مانند اکسید روی یا فلز روی با پایه اکسید) در واکنش‌های اکسایش-احیا، هیدروژناسیون، هیدروژن‌کردن، واکنش‌های هیدروژناسیون شیکارین و همچنین در تولید آمونیا و در صنعت پتروشیمی به کار می‌روند. از جمله ویژگی‌های مهم کاتالیست‌های فلزی پایه روی می‌توان به فعالیت بالا، پایداری در دما و فشار مرتفع، قابلیت بازیابی و بازیافت و همچنین مقاومت در برابر سموم و آلودگی‌های مختلف اشاره کرد. استفاده از این نوع کاتالیست‌ها در صنایع مختلف از جمله صنایع نفت، شیمیایی، پتروشیمی، واحدهای ذوب فلزات و … می‌باشد.

##### کاتالیست فلز پایهرودیم
کاتالیست‌های فلز پایه، مانند کاتالیست‌های رودیم، اغلب به عنوان کاتالیست‌های بسیار کارآمد برای واکنش‌های شیمیایی در صنایع مختلف استفاده می‌شوند. این کاتالیست‌ها به دلیل ویژگی‌های خاص خود، از جمله ثبات بالا، فعالیت بالا و مقاومت در برابر حرارت، جزء محبوب‌ترین گزینه‌ها برای واکنش‌هایی مانند هیدروژناسیون و واکنش‌های اکسایش-کاهش محسوب می‌شوند
علاوه بر این، رودیم به دلیل واکنش‌پذیری کمتر خود نسبت به آلاینده‌های گوگردی و نیتروژنی، برای واکنش‌هایی که این آلاینده‌ها غیرفعال کننده هستند، بسیار مناسب است. استفاده از کاتالیست‌های فلز پایه، به ویژه رودیم، در تولید انرژی از سوخت هیدروژنی، تولید محصولات پتروشیمیایی مختلف، تولید مواد شیمیایی و حتی در برخی فرایندهای پزشکی از اهمیت بسیاری برخوردار است.